# Michael Baldisimo
Michael Baldisimo (Vancouver, 2000. április 13. –) kanadai korosztályos válogatott labdarúgó, az amerikai San Jose Earthquakes középpályása.

## Pályafutása

### Klubcsapatokban
Baldisimo a kanadai Vancouver városában született. Az ifjúsági pályafutását a helyi Vancouver Whitecaps akadémiájánál kezdte.
2018-ban mutatkozott be a Vancouver Whitecaps első osztályban szereplő felnőtt keretében. Először a 2020. augusztus 26-ai, Montréal ellen 2–0-ra elvesztett mérkőzésen lépett pályára. Első gólját 2020. szeptember 6-án, a Toronto ellen hazai pályán 3–2-es győzelemmel zárult találkozón szerezte meg. 2022. november 22-én szerződést kötött a San Jose Earthquakes együttesével.

### A válogatottban
Baldisimo az U17-es, az U20-as, az U21-es és az U23-as korosztályú válogatottakban is képviselte Kanadát.

## Statisztikák
2022. augusztus 6. szerint
| Klub                | Szezon   | Osztály  | Bajnokság | Bajnokság | Kupa  | Kupa | Nemzetközi | Nemzetközi | Összesen | Összesen |
| Klub                | Szezon   | Osztály  | Meccs     | Gól       | Meccs | Gól  | Meccs      | Gól        | Meccs    | Gól      |
| ------------------- | -------- | -------- | --------- | --------- | ----- | ---- | ---------- | ---------- | -------- | -------- |
| Vancouver Whitecaps | 2020     | MLS      | 13        | 1         | 0     | 0    | —          | —          | 13       | 1        |
| Vancouver Whitecaps | 2021     | MLS      | 21        | 0         | 0     | 0    | —          | —          | 21       | 0        |
| Vancouver Whitecaps | 2022     | MLS      | 13        | 0         | 3     | 0    | —          | —          | 16       | 0        |
| Vancouver Whitecaps | Összesen | Összesen | 47        | 1         | 3     | 0    | 0          | 0          | 50       | 1        |
| Összesen            | Összesen | Összesen | 47        | 1         | 3     | 0    | 0          | 0          | 50       | 1        |

## Sikerei, díjai
Vancouver Whitecaps
- Kanadai Kupa
  - Győztes (1): 2022